# 뉴질랜드의 마천루 목록
이 글은 뉴질랜드의 마천루 목록이다.
| 순위 | 이름                            | 위치     | 높이(m) | 년     |
| ---- | ------------------------------- | -------- | ------- | ------ |
| 1    | 배로 센터                       | 오클랜드 | 170     | 2000년 |
| 2    | 메트로폴리스 아파트             | 오클랜드 | 155     | 1999년 |
| 3    | ANZ센터                         | 오클랜드 | 143     | 1991년 |
| 4=   | 오크 레지던스                   | 오클랜드 | 130     | 2006년 |
| 4=   | 프라이스 워터하우스 쿠퍼스 타워 | 오클랜드 | 130     | 2002년 |
| 5    | 럼리 센터                       | 오클랜드 | 125     | 2005년 |
| 6    | 선츄리                          | 다카푸나 | 120     | 2008년 |
| 7    | 키 웨스트                       | 오클랜드 | 117     | 1997년 |
| 8=   | ASB 은행센터                    | 오클랜드 | 116     | 1991년 |
| 8=   | 마제스틱 센터                   | 오클랜드 | 116     | 1991년 |

## 같이 보기
- 오세아니아의 마천루 목록